# Prix Jacques-Ducharme
Le Prix Jacques-Ducharme est un prix remis annuellement par l'Association des archivistes du Québec pour souligner le travail et les réalisations exceptionnelles d'un de ses membres.
Ce prix célèbre la mémoire de Jacques Ducharme (1948-1989), ancien chef de la Division des archives historiques au Service des archives de l'Université de Montréal.
Le prix Jacques-Ducharme a été décerné pour la première fois en 1990.

## Lauréats[1]
- 1990 - Louis Garon
- 1991 - Guy Dinel
- 1992 - Victorin Chabot
- 1994 - Nancy Marrelli
- 1996 - Victorin Chabot, Louis Garon, Louise Gagnon-Arguin, Jacques Grimard et Carole Saulnier
- 1997 - Jean-Pierre Wallot
- 1998 - Groupe des responsables de la gestion des documents du gouvernement du Québec (GRGD)
- 1999 - Louise Gagnon-Arguin et Hélène Vien
- 2001: Carol Couture et à ses collaborateurs : Florence Arès, Michel Champagne, Hélène Charbonneau, Normand Charbonneau, Chantale Fillion, Louise Gagnon-Arguin, Gilles Héon, James Lambert, Dominique Maurel et Johanne Perron
- 2004 - André Gareau, Suzanne Girard, Stéphane Hamann, Christiane Huot, Francine Légaré, Gaston St-Hiliaire et Bernard Savoie
- 2009 - Denys Chouinard
- 2012 - Sabine Mas